# 久田野駅
久田野駅（くたのえき）は、福島県白河市久田野にある、東日本旅客鉄道（JR東日本）東北本線の駅である。

## 歴史
- 1919年（大正8年）10月12日：鉄道院の駅として開業[2]。
- 1962年（昭和37年）12月1日：同日付で貨物・配達の取り扱いを廃止[3]。
- 1984年（昭和59年）
  - 2月1日：荷物の扱いを廃止[2]。
  - 12月1日：無人化[4]。
- 1985年（昭和60年）3月：現駅舎に改築。
- 1987年（昭和62年）4月1日：国鉄分割民営化により、東日本旅客鉄道の駅となる[2]。
- 2019年（令和元年）6月1日：新白河駅が自駅単独管理に移行。同日より郡山駅の管理下となる。

## 駅構造
島式ホーム1面2線を有する地上駅である。駅舎とホームは跨線橋で連絡している。
郡山駅管理の無人駅である。乗車駅証明書発行機が設置されている。駅舎は無人化時に立て替えられたコンパクトなものとなっている。

### のりば
| 番線 | 路線      | 方向 | 行先             |
| ---- | --------- | ---- | ---------------- |
| 1    | ■東北本線 | 上り | 新白河・黒磯方面 |
| 2    | ■東北本線 | 下り | 郡山方面         |

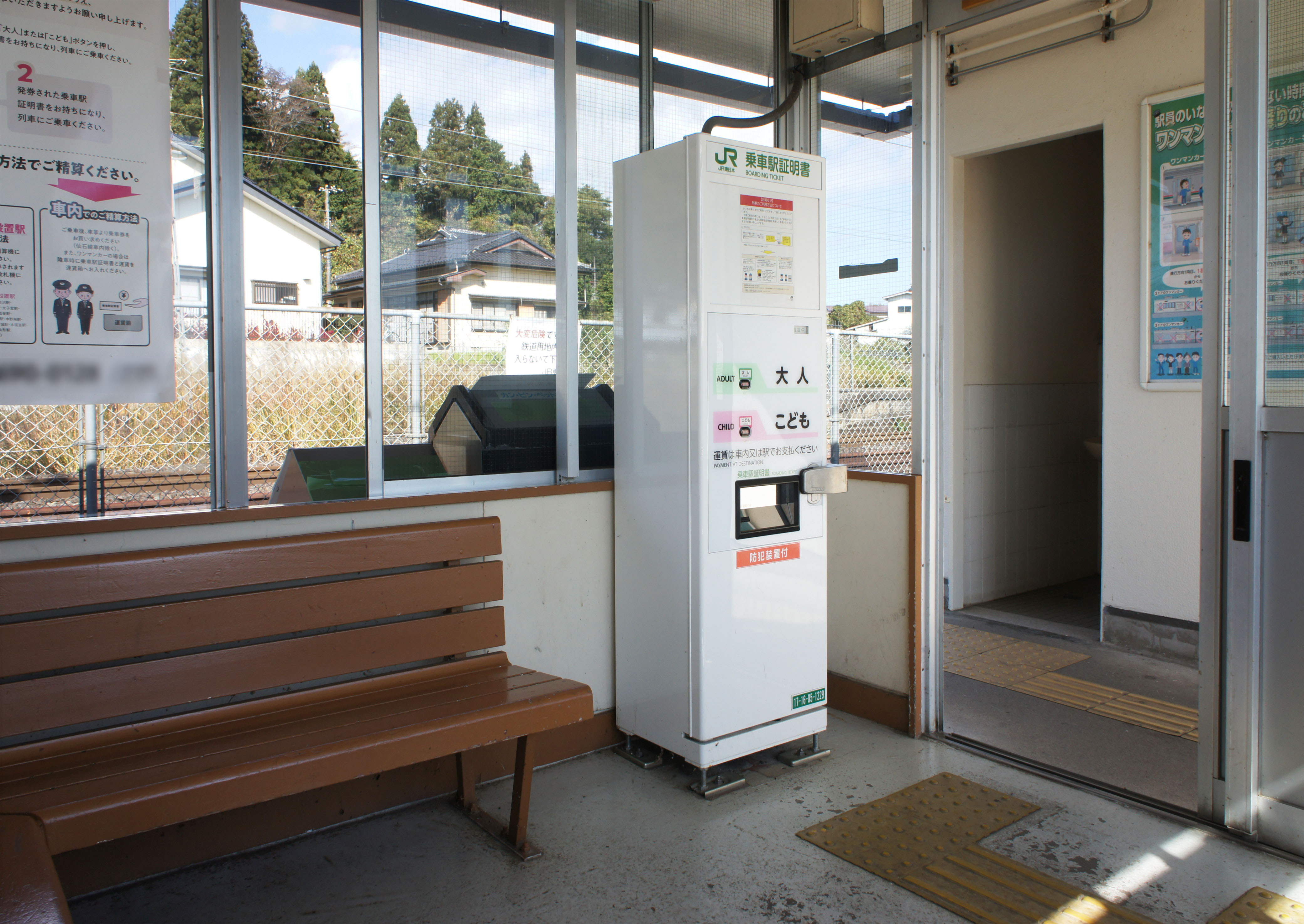
待合室（2021年10月）
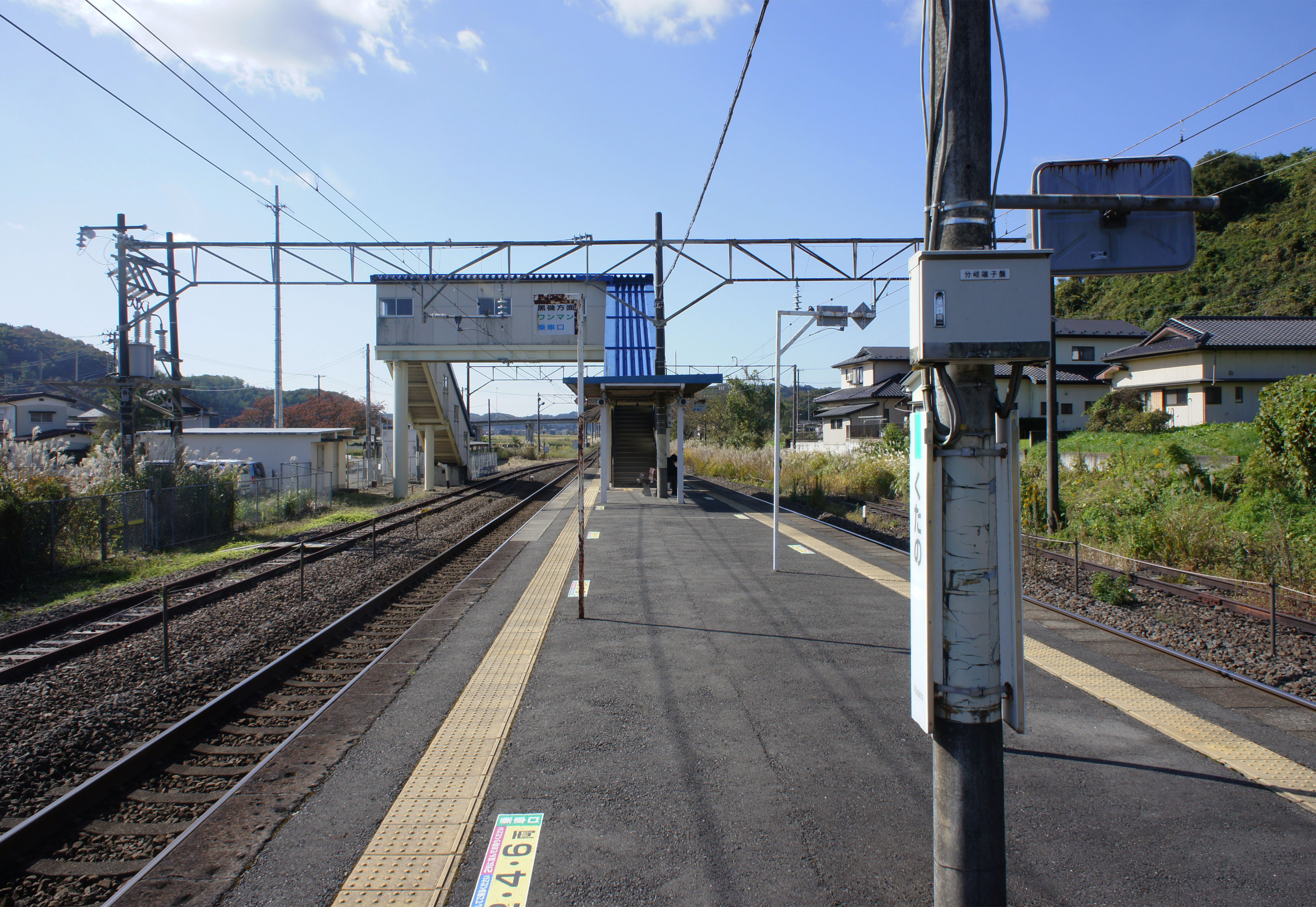
ホーム（2021年10月）

## 利用状況
「福島県統計年鑑」によると、2000年度（平成12年度）- 2004年度（平成16年度）の1日平均乗車人員の推移は以下のとおりであった。
| 乗車人員推移       | 乗車人員推移     | 乗車人員推移 |
| 年度               | 1日平均 乗車人員 | 出典         |
| ------------------ | ---------------- | ------------ |
| 2000年（平成12年） | 137              | [ 6 ]        |
| 2001年（平成13年） | 132              | [ 7 ]        |
| 2002年（平成14年） | 132              | [ 8 ]        |
| 2003年（平成15年） | 79               | [ 9 ]        |
| 2004年（平成16年） | 115              | [ 10 ]       |

## 駅周辺
白河市街からは離れている。
- 福島県道139号母畑白河線
- 福島県道185号久田野停車場線
- 福島県道279号高萩久田野停車場線
- 高橋川
- 白河市役所大沼行政センター
- 白河市大沼市民体育館
- フランスベッド東北工場
- 久田野郵便局

## 隣の駅
東日本旅客鉄道（JR東日本）
■東北本線
白河駅 - 久田野駅 - 泉崎駅